# Lanzarote-Zilpzalp
Der Lanzarote-Zilpzalp (Phylloscopus canariensis exsul) ist eine möglicherweise ausgestorbene Unterart des Kanarenzilpzalps (Phylloscopus canariensis) aus der Gattung der Laubsänger (Phylloscopus). Er war auf der nordöstlichen Kanaren-Insel Lanzarote endemisch. Gerüchte, dass er auch auf Fuerteventura vorkam, wurden nie bestätigt.

## Merkmale

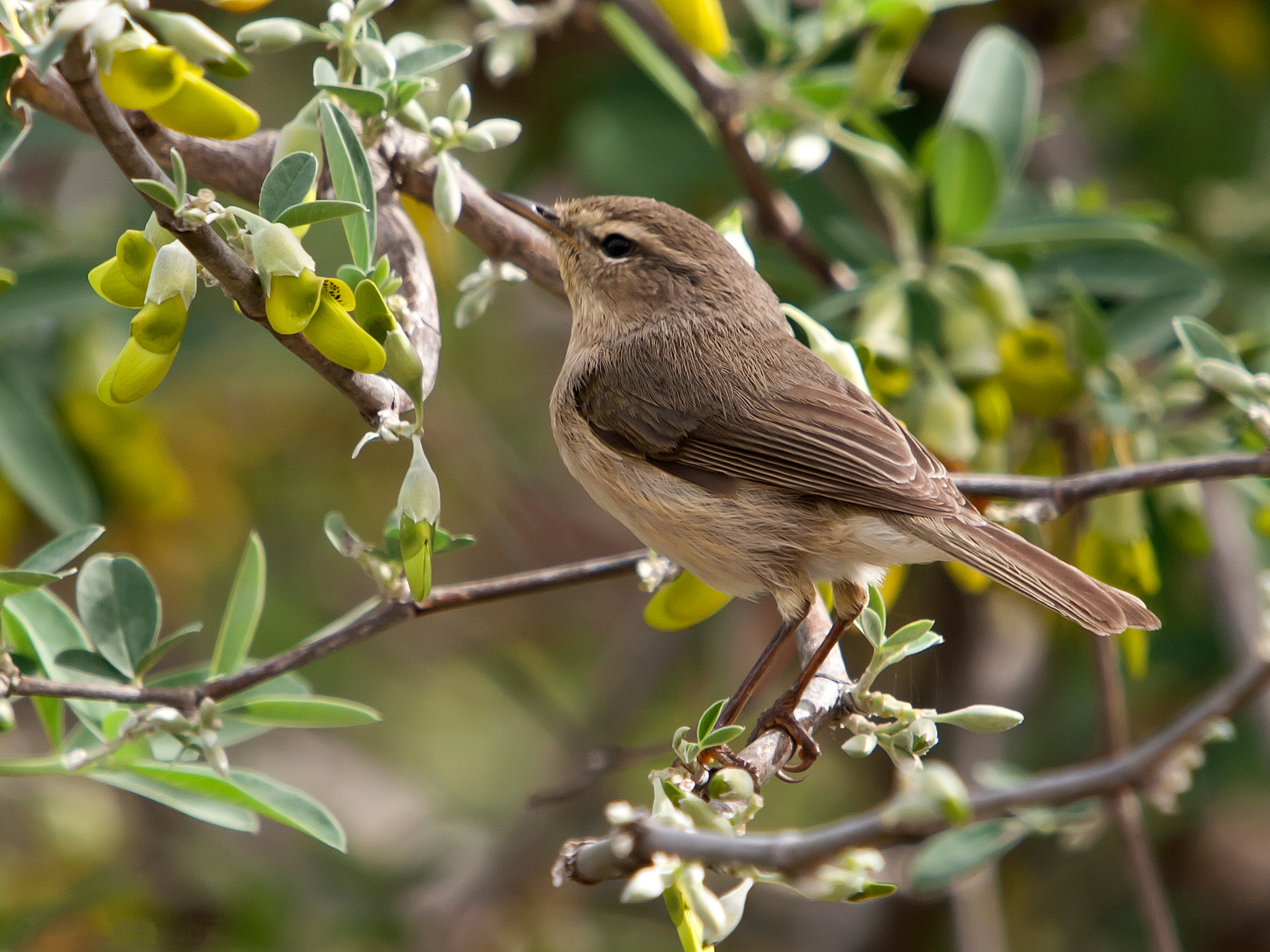
Der ähnliche Kanarenzilpzalp ist etwas größer und dunkler als der Lanzarote-Zilpzalp

Mit 10 cm war der Lanzarote-Zilpzalp etwas kleiner als die Nominatform. Auch hatte er eine etwas hellere, weniger olivenbräunliche Oberseite und eine weniger rötliche, mehr fahlgelbliche Unterseite. Die Unterflügeldecken waren etwas blasser gelb. Der Oberschnabel war schwärzlich olivenbraun, der Unterschnabel matt oder hell olivenbräunlich. Die Iris war dunkelbraun, die Füße schwarzbraun.

## Lautäußerungen
Der österreichische Ornithologe Johann Polatzek (1838–1927), der im Dezember 1903 die sieben Typusexemplare sammelte, schilderte den Ruf als gedehnter und rauer als beim Kanarenzilpzalp. Die Stimme soll der des Kanarenpiepers (Anthus berthelotii) ähnlich und weniger hell und durchdringend gewesen sein. Auch habe das „Überschlagen der Strophe“ gefehlt.

## Vorkommen, Lebensraum und Lebensweise

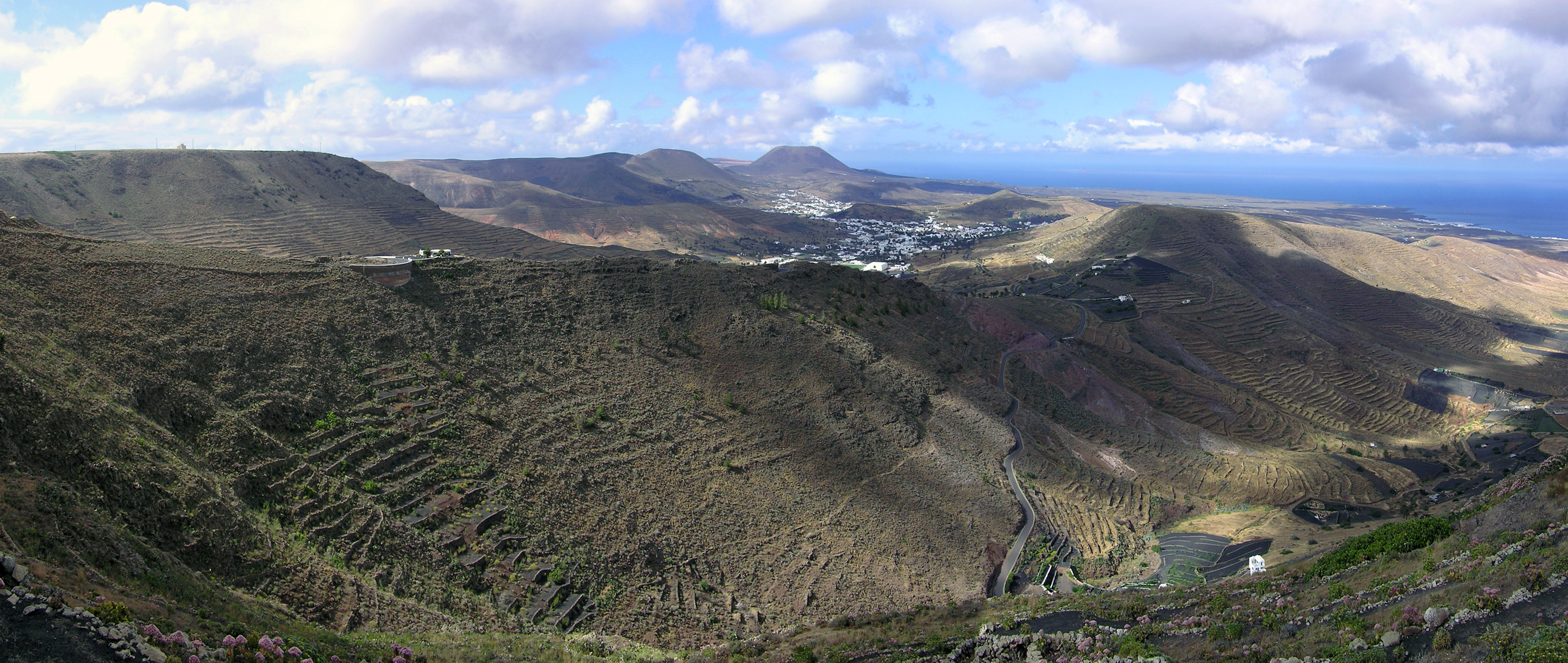
Das Haría-Tal war der einzige bekannte Lebensraum des Lanzarote-Zilpzalps.

Das Verbreitungsgebiet des Lanzarote-Zilpzalps war auf das Haría-Tal auf Lanzarote beschränkt. Hier bewohnte er das Ginsterdickicht in höheren Regionen mit frischer Vegetation. Er war Insektenfresser und ging im Unterholz auf Nahrungssuche. Gelegentlich fing er seine Beute im Schwirrflug.

## Aussterben
Der Lanzarote-Zilpzalp wurde nie als häufig beschrieben. Die genauen Ursachen und der genaue Zeitpunkt seines Verschwindens sind unklar. 1986 wurde ein Nest entdeckt, das dieser Unterart zugeschrieben wurde. Vermutlich starb der Lanzarote-Zilpzalp jedoch bereits vor 1986 aus. Höchstwahrscheinlich hat die Umwandlung seines Lebensraums in landwirtschaftliche Flächen die wichtigste Rolle bei seinem Aussterben gespielt.

## Systematik
Der Lanzarote-Zilpzalp und der Kanarenzilpzalp wurden ursprünglich als Unterarten des Zilpzalps (Phylloscopus collybita) beschrieben. Auf der Grundlage von gesanglichen Unterschieden, der Flügelmorphologie und der mitochondrialen DNA erhielt der Kanarenzilpzalp 1996 Artstatus und der Lanzarote-Zilpzalp wurde als dessen Unterart klassifiziert.
Alle Laubsängerarten galten ursprünglich als Vertreter der Grasmückenartigen (Sylviidae). Aufgrund von Molekularanalysen wurde jedoch 2006 für die Gattungen Phylloscopus und Seicercus die neue Familie Phylloscopidae aufgestellt.